# Q (revista)
Q fue una revista de música rock y pop publicada mensualmente en el Reino Unido por la editorial alemana Bauer Media Group, con una circulación de 113.174 ejemplares (datos del primer semestre de 2008).
Sus fundadores son Mark Ellen y David Hepworth, quienes estaban consternados por la prensa musical de esa época, la cual, según ellos, olvidaba a aquella generación de antiguos consumidores de discos compactos debido a las nuevas tecnologías. Q fue publicada por primera vez en 1986, diferenciándose de otras publicaciones del mismo género, principalmente, por la calidad de sus fotografías e impresiones. En años recientes, a la revista se le añadió el subtítulo «La guía moderna de música y más». Originalmente, su nombre iba a ser Cue (en referencia a las señales musicales), pero fue alterado para que no se confundiese con el de una revista de billar (el taco se denomina cue en inglés). Otra razón para este cambio, citada en la edición número 200 de Q, es que un nombre de una sola letra resaltaría más en un quiosco.

## Contenido
La revista cuenta con una extensa sección de crítica de música, de cine, de conciertos en vivo, de radio y de televisión. Utiliza un sistema de estrellas para calificar cada obra, de una a cinco; es más, la calificación que un álbum recibe en Q es, a menudo, añadida a los anuncios del mismo en el Reino Unido y en Irlanda. También confecciona una lista de aproximadamente ocho álbumes, los que cataloga como los mejores nuevos lanzamientos de los últimos tres meses.
Gran parte de la publicación está dedicada a las entrevistas realizadas a populares artistas musicales. La revista es conocida por crear listas, por ejemplo, de «Los 100 mejores álbumes» o «Las 100 mejores listas de "Los 100 mejores"». Una de las listas más famosas es «Las 50 bandas que debes ver antes de morir». Cada cierto tiempo, Q y su revista hermana Mojo publican una edición especial. Estas se concentran en períodos musicales, en géneros musicales o en algún músico muy influyente. A menudo, regalos promocionales son despachados junto a Q, como discos compactos o libros. 
Cada número de Q tiene un mensaje diferente en su lomo. Los lectores intentan descifrar la relación entre este mensaje y los contenidos de la revista. Esta práctica —conocida como «la línea del lomo»— se ha hecho común entre otras publicaciones británicas similares.
Algunos artículos usuales son: The Q50, donde la revista enumera las 50 mejores canciones del mes; Cash for Questions, en el que alguna celebridad responde preguntas enviadas por los lectores; Ten Commandments, donde un cantante en particular crea sus propios «diez mandamientos» para vivir; y por último, Rewind, que lleva a los lectores a recorrer la historia de la música con archivos de la propia revista Q. En marzo de 2007, la revista nombró a Elvis Presley como el mejor cantante de todos los tiempos.
Q es normalmente publicada al comienzo de cada mes, pero la edición de septiembre de 1997 tardó tres semanas en aparecer en los quioscos. Por esa razón, se especuló que parte del contenido de la revista podría ser ofensivo en el contexto de la muerte de la princesa Diana.